# Bobaia (okręg Hunedoara)
Bobaia – wieś w Rumunii, w okręgu Hunedoara, w gminie Boșorod. W 2011 roku liczyła 147 mieszkańców.